# من در باغ‌وحش
من در باغ‌وحش (به انگلیسی: Me at the zoo) نام نخستین ویدئویی است که در وبگاه یوتیوب بارگذاری شده‌است. این ویدئو در ساعت ۰۸:۳۱:۵۲(PDT) عصر شنبه، ۲۳ آوریل ۲۰۰۵، (۲۴ آوریل ۲۰۰۵، ۰۳:۳۱:۵۲ UTC) توسط یکی از بنیانگذاران وبگاه، جاوید کریم، و با نام کاربری «jawed» که وی همان روز در یوتیوب ایجاد کرد بارگذاری شد.‌این ویدئوی نوزده ثانیه‌ای توسط یاکُو لاپیتسکی در باغ وحش سن دیگو فیلم‌برداری شد که در آن کریم روبروی فیلها علاقه اش را به «خرطوم واقعاً، واقعاً، واقعاً بلند فیل‌ها» نشان می‌دهد.این ویدئو تا پنجشنبه ۵ مه ۲۰۲۲ ساعت ۱۸:۵۳ (UTC) ۲۳۰٫۵۶۷٫۶۶۱ بازدید داشته‌است.

## دنباله
در دهمین سالگرد بنیان‌گذاری یوتیوب، توضیحات ویدئو به‌روز شد: «نخستین ویدئو در یوتیوب. شاید وقت بازگشت به باغ‌وحش است؟»